# Стасов, Дмитрий Васильевич
Дмитрий Васильевич Стасов (20 января [1 февраля] 1828, Санкт-Петербург — 28 апреля 1918, Петроград) — русский юрист и общественный деятель, присяжный поверенный и первый председатель совета присяжных поверенных окружной Санкт-Петербургской судебной палаты.

## Биография
Родился 20 января (1 февраля) 1828 года в семье архитектора Василия Петровича Стасова. В семье было четыре сына и дочь. Старший брат, Владимир, стал крупнейшим в России художественным и музыкальным критиком, одним из основателей Товарищества художников-передвижников и Могучей кучки композиторов. Другой брат, Александр, был директором акционерного общества «Кавказ и Меркурий», а брат Николай служил в Зимнем дворце. Надежда Васильевна Стасова была одним из организаторов женского движения в России и первой распорядительницей Бестужевских высших женских курсов.
В 1847 году Дмитрий (как ранее его брат Владимир) окончил Императорское училище правоведения в Петербурге. По окончании училища служил чиновником Герольдии Правительствующего сената. Летом 1856 года Дмитрий Васильевич в качестве герольда участвовал в короновании Александра II и был пожалован бриллиантовым перстнем с рубином.
В 1858 году Стасов был назначен на должность обер-секретаря Гражданского департамента Сената. В 1859 году организовал кружок молодых юристов. Сделал много полезного для подготовки Судебной реформы Александра II в 1864 году.
В сентябре 1861 года Стасов оставил государственную службу и занялся частной адвокатской деятельностью. С вводом в действие Судебных уставов 1864 года, он одним из первых записался в присяжные поверенные. 17 апреля 1866 года, в официальный день рождения присяжной адвокатуры, Стасов был принят в её состав, а на первых же выборах первого (Петербургского) совета присяжных поверенных 2 мая того же года был избран его председателем. В последний (третий) раз Петербургский совет избрал Дмитрия Васильевича своим председателем в 1911 году, когда ему шёл 84-й год, и он оставался во главе Совета до 1914 года.

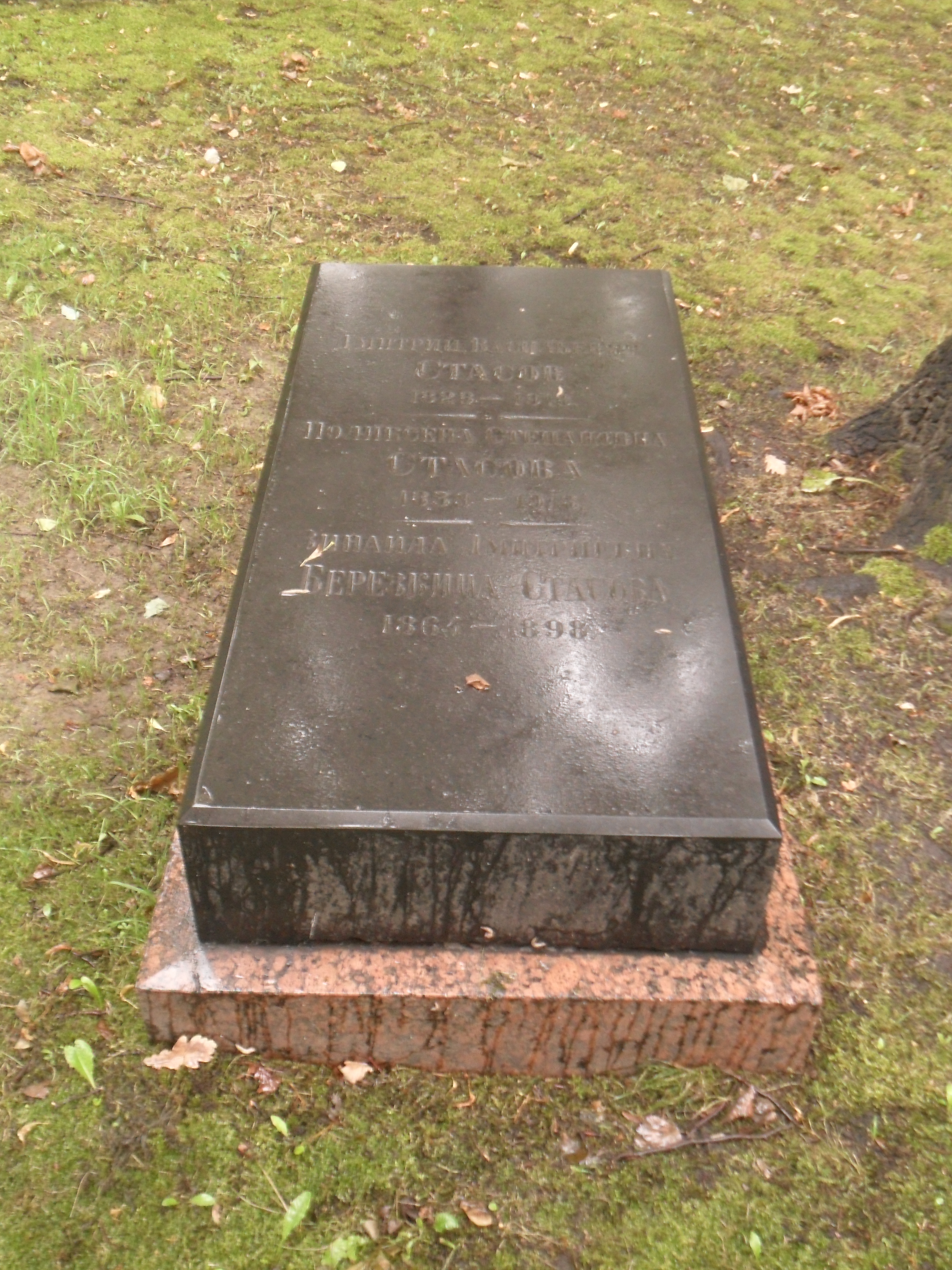
Могила Стасова в в Санкт-Петербурге.

В период с 1861 по 1867 год находился под политическим надзором. В это время его регулярно снабжали нелегальными печатными изданиями (герценовская «Полярная звезда» и другие) Е. А. Шакеев со своей сестрой Марией.
Стасов выступал в качестве защитника в ряде крупнейших политических процессов над революционерами-народовольцами (по делу Каракозова и др.).
Д. В. Стасов был дружен со многими художниками, литераторами и композиторами. Вёл процессы в 1871 и 1881 году выступая адвокатом П. И. Чайковского и его издателя П. И. Юргенсона против директора Придворной певческой капеллы Н. И. Бахметева и московского обер-полицмейстера А. А. Козлова.
Образованный музыкант-любитель (учился игре на фортепиано у А. А. Герке и А. Л. Гензельта), Стасов был заметной фигурой в русской музыкальной жизни середины XIX века. Находился в дружеских отношениях с М. И. Глинкой, А. С. Даргомыжским, М. А. Балакиревым, Ц. А. Кюи, М. П. Мусоргским и др. композиторами. Он был одним из руководителей «Концертного общества», основанного А. Ф. Львовым в 1850 году. В 1859 году вошёл в число директоров Русского музыкального общества.
Биограф Стасова Д. М. Легкий справедливо указал, что «музыкальные» дела Дмитрия Васильевича «послужили решающим поводом к принятию в 1882 году закона об авторском праве музыкантов и композиторов с продлением авторских прав на 50 лет и совершенно иными нормами вознаграждения».
В дни празднования 50-летия Судебных уставов 1864 года от имени сословия ему поднесли золотой знак присяжного поверенного, единственный во всей России, и, образовали капитал его имени в поддержку адвокатуры.

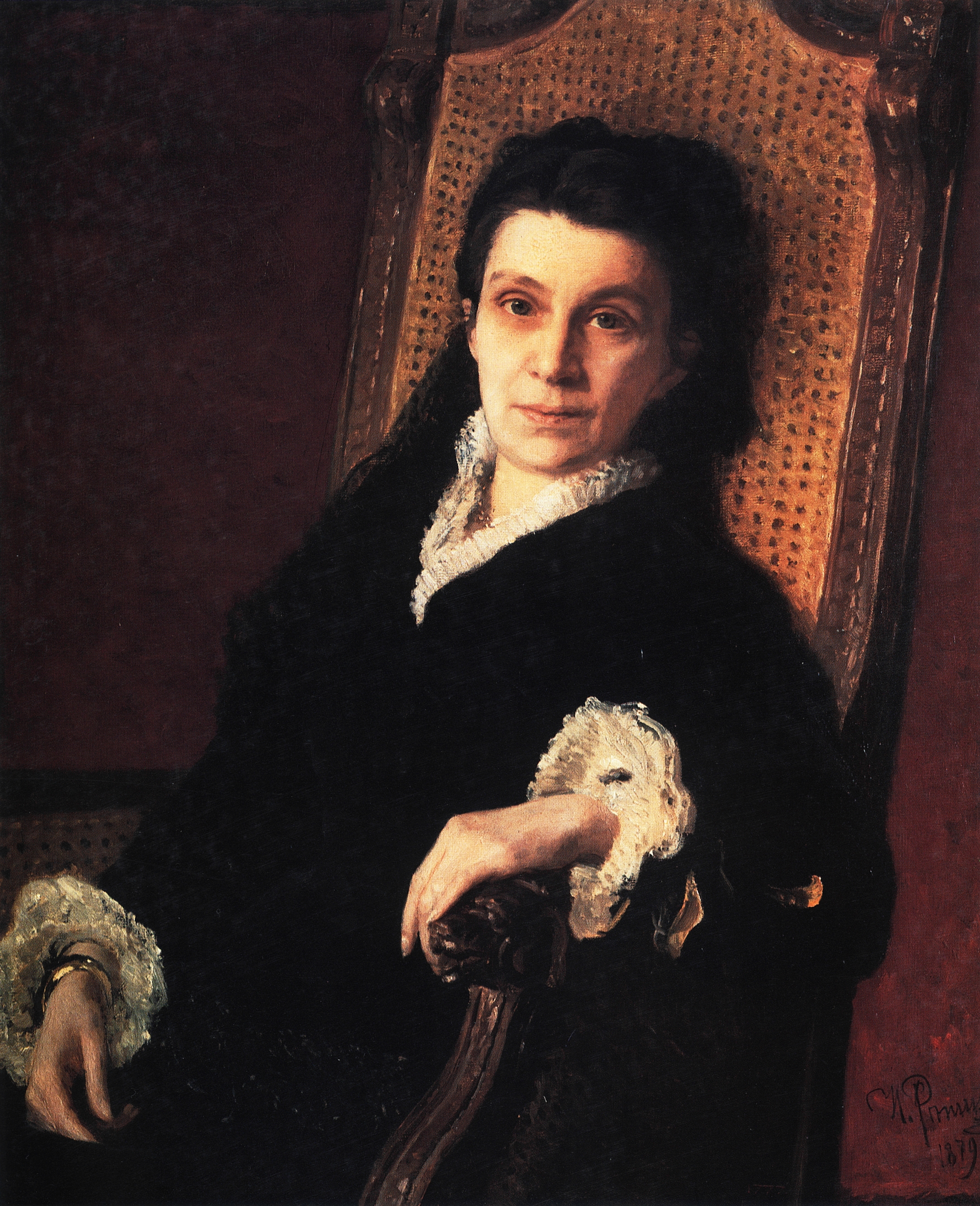
Жена Поликсена на портрете Репина (1879)

## Семья
Жена Поликсена Степановна (урожд. Кузнецова; 1839, С.-Петербург — 1918, Петроград) — общественная деятельница, автор воспоминаний о женском общественном движении.
В 1860-е годы была вовлечена в женское общественное движение сестрой мужа Надеждой Стасовой, входила в кружок Марии Трубниковой, в котором собирались активистки борьбы за права женщин в России.
Участвовала в деятельности Общества дешёвых квартир, в устройстве светских воскресных школ (1861—1862), в работе по организации высшего образования для женщин.
В 1863 году вошла в число 36 учредительниц Женской издательской артели, целью которой ставилось дать заработок женщинам интеллигентного труда.
В 1894 году поддержала инициативу Надежды Стасовой по созданию общества «Детская помощь», вошла в его Правление, а в 1895 году стала его председательницей. Под её непосредственным руководством обществом были устроены Приют-ясли на Сампсониевском проспекте, 61 и Убежище для бесприютных детей в Яшимовом переулке, 7 (в 1913 году оба заведения разместились в специально приобретенном доме близ станции Удельная). Многие дети в этих заведениях содержались на её личные средства.
У Стасовых было шестеро детей. В их числе:
- Елена — русская революционерка, деятель международного коммунистического, женского, антивоенного и антифашистского движения, секретарь ЦК ВКП(б), сотрудница Коминтерна. Её воспоминания об отце см[3].
- Варвара (в замужестве Комарова, псевдоним Владимир Каренин) — музыковед, писательница, историк литературы.